# James Van Allen
James Alfred Van Allen (Mount Pleasant (Iowa), 7 september 1914 - Iowa City, 9 augustus 2006) was een Amerikaanse natuurkundige die verbonden was aan de universiteit van Iowa.
 
De Van Allen-gordels zijn naar hem genoemd, nadat in 1958 de  satellieten Explorer 1 en Explorer 3 het bestaan ervan hadden aangetoond. Van Allen had erop gestaan dat deze satellieten een geigerteller aan boord moesten hebben om geladen deeltjes te kunnen opsporen.
Van Allen was een verklaard tegenstander van bemande ruimtevaart. Het rendement van bemande ruimtevaart vond hij erg mager en allerlei onderzoeken zouden beter, nauwkeuriger en goedkoper gedaan kunnen worden door onbemande ruimtevaartuigen, zo was hij van mening.
1. ↑  https://www.fi.edu/en/laureates/james-alfred-van-allen.
2. ↑  https://www.sigmaxi.org/programs/prizes-awards/william-procter.
3. 1 2  https://physicstoday.scitation.org/doi/10.1063/1.2435692.
4. ↑  http://www.nasonline.org/member-directory/deceased-members/49583.html.
5. ↑  https://aapt.org/Programs/awards/richtmyer.cfm.
6. ↑  https://www.agu.org/honors/fleming/past-recipients.
7. ↑  https://www.nmspacemuseum.org/inductee/james-a-van-allen/; geraadpleegd op: 17 juli 2023.
8. ↑  Induction Ceremony to Honor 3 Pioneers. Albuquerque Journal 91 (23 september 1984).
9. ↑  https://www.dri.edu/special-events/nevadamedal/.
10. ↑  https://www.aaas.org/awards/philip-hauge-abelson/recipients.
11. 1 2 3 4  nobelprize.org; Nobelprijs-identificatiecode voor nominatie: 11024.